# Prevala, Montana
Prevala (în bulgară Превала) este un sat în comuna Ciprovți, regiunea Montana,  Bulgaria. 

## Demografie
Componența etnică a satului Prevala
     Bulgari (98,65%)
     Nicio identificare (0,67%)
     Altele (0,67%)
La recensământul din 2011, populația satului Prevala era de 445 locuitori. Din punct de vedere etnic, majoritatea locuitorilor (98,65%) erau bulgari. Pentru 0,67% din locuitori nu este cunoscută apartenența etnică.